# Steve Bacic
Steve Bacic est un acteur canado-croate né le 13 mars 1965. Il est connu pour avoir interprété Telemachus Rhade dans la série télévisée Andromeda.

## Biographie
Steve Bacic est né dans le village de Lisičić en Yougoslavie (actuellement, ce village se situe en Croatie), et a grandi dans la ville de Windsor, dans la province de l'Ontario, au Canada. Le fait de devenir acteur n'était pas son premier projet de carrière (il souhaitait devenir athlète professionnel, et ensuite coach sportif ou kinésithérapeute). Après avoir obtenu un diplôme en kinésithérapie à l'université, il a travaillé pendant un temps dans une usine, puis il a ouvert son propre garage automobile de remise à neuf et a acheté deux maisons. Vers 25 ans, après un « road trip » (voyage en auto) avec des amis, à Vancouver (Canada), il a décidé de rester sur place, dû au fait de son intérêt pour le monde de l'audiovisuel. Plus tard, il a commencé des études pour devenir acteur et a rencontré quelques étoiles montantes comme Ethan Hawke, ce qui lui a permis d'obtenir quelques petits jobs dans les films de celui-ci ou d'autres acteurs. Après quelques auditions, il a rejoint le casting principal de la série télévisée 21 Jump Street lors de la cinquième saison (une première pour un acteur canadien dans cette série).
À son actif en tant qu'acteur, il a eu quelques rôles dans les séries Au-delà du réel, Stargate SG-1, Smallville, Flash Gordon, Andromeda ou X-Files : Aux frontières du réel, ou encore dans quelques films parmi lesquels À l'aube du sixième jour, Treshold, X-Men 2 ou encore Voisin contre voisin.

## Filmographie

### Cinéma
- 1993 : Indiscrétion assurée (Another Stakeout) de John Badham : Frank, le voisin
- 1995 : Les Disparues du pensionnat (Deadly Sins) de Michael Robison : Eric
- 1997 : Hardball de George Erschbamer : Carlos
- 2000 : À l'aube du sixième jour (The 6th Day) de Roger Spottiswoode : Johnny Phoenix
- 2001 : The Shipment (en) de Alex Wright : Jimmy
- 2001 : L.A.P.D. : Protéger et servir (L.A.P.D.: To Protect and to Serve) de Ed Anders : Richard Wade
- 2002 : Ballistic (Ballistic: Ecks vs. Sever) de Wych Kaosayananda : Agent Fleming
- 2003 : X-Men 2 de Bryan Singer : Hank McCoy / Le Fauve
- 2005 : Voisin contre voisin (Deck the Halls) de John Whitesell : Nick St. Clair
- 2006 : Le repaire des ténèbres (en) (The Tooth Fairy) de Chuck Bowman (en) : Cole
- 2006 : John Tucker doit mourir (John Tucker Must Die) de Betty Thomas : Skip #1
- 2007 : Charlie, les filles lui disent merci (Good Luck Chuck) de Mark Helfrich : Howard
- 2007 : Le Spectre afghan (Afghan Knights) de Allan Harmon : Pepper
- 2008 : Stargate : Continuum de Martin Wood : Camulus
- 2008 : Odysseus, voyage au cœur des ténèbres (Odysseus: Voyage to the Underworld) de Terry Ingram : Eurylochus
- 2010 : The Final Storm de Uwe Boll : Tom Grady
- 2011 : Tactical Force de Adamo Paolo Cultraro (en) : Blanco
- 2013 : A Haunting at Silver Falls de Brett Donowho : Kevin Sanders
- 2013 : 5 Souls de Brett Donowho : Sam
- 2013 : Suddenly de Uwe Boll : Dan Carney
- 2013 : The Marine 3: Homefront de Scott Wiper (en) : Agent Wells
- 2014 : The Virginian de Thomas Makowski : Trampas
- 2015 : Viens avec moi (Blackway) de Daniel Alfredson : Fitzgerald
- 2016 : Trust No One de Curtis Crawford : Vargano
- 2017 : Tempête de glace (Cold Zone) de John MacCarthy : Dr. Tim Hughes
- 2017 : Killing Gunther de Taran Killam (en) : Max
- 2017 : Wonder de Stephen Chbosky : Le père de Julian
- 2018 : Lune de miel (Lemonade) de Ioana Uricaru : Moji
- 2020 : 2 Hearts de Lance Hool : Don Joaquin Bolivar
- 2022 : Alter de Steve Bacic : Steve

### Télévision

#### Séries télévisées
- 1991 : 21 Jump Street : Tommy Boylan (saison 5, épisode 19 : La Rivière désenchantée)
- 1992 : Street Justice : Loco Louis Parades (saison 1, épisode 3 : Loyalties ; épisode 12 : Homecoming ; saison 2, épisode 1 : Death Warmed Over)
- 1995 : X-Files : Aux frontières du réel : Officer #2 (saison 2, épisode 23 : Ombre mortelle)
- 1996 : X-Files : Aux frontières du réel : Agent Collins (saison 3, épisode 17 : Autosuggestion)
- 1996 : Au-delà du réel : Roy (saison 2, épisode 7 : Anniversaire de mariage)
- 1996 : Highlander : Luke Sarsfield (saison 5, épisode 8 : L'Apprenti sorcier)
- 1997 : MillenniuM : le député Kevin Reilly (saison 1, épisode 16 : Le pacte)
- 1997 : Au-delà du réel : Griff (saison 3, épisode 1 : Amour virtuel)
- 1998 : X-Files : Aux frontières du réel : SWAT Commander (saison 5, épisode 19 : Folie à Deux)
- 2000 : Stargate SG-1 : Major Coburn (saison 3, épisode 20 : Instinct Maternel ; saison 4, épisode 8 : 'Primitifs)
- 2000 : Invasion planète Terre : Scott Pierce/Zo'or (saison 3, épisode 16 : Instinct de survie)
- 2000-2005 : Andromeda : Gaheris Rhade (saison 1, épisode 1 : Une si longue nuit ; épisode 2 : Matière et antimatière ; épisode 5 : Double hélice ; épisode 15 : Le Piège ; saison 2, épisode 8 : Un pour tous ; épisode 17 : Une nouvelle vie) / Telemachus Rhade (saisons 4 et 5, apparitions auparavant)
- 2001 : BeastMaster, le dernier des survivants : Kim (saison 2, épisode 12 : Le frère de Tao)
- 2001 : Dark Angel : Soldat 2 (saison 1, épisode 21 : Féline)
- 2001 : Smallville : Frank/Garage Worker/Former Jock #1 (saison 1, épisode 1 : Bienvenue sur Terre)
- 2002 : Aventure et Associés : Stefan George (saison 1, épisode 1 : Le Disque de jade)
- 2002 : Mysterious Ways : Ralph (saison 2, épisode 22 : Il pleut des richesses)
- 2002 : Beyond Belief: Fact or Fiction : Dirk Sidwell (saison 4, épisode 41 : The Wealthy Widow)
- 2004 : Stargate SG-1 : Camulus (saison 8, épisodes 1 & 2 : Mésalliance - Parties 1 & 2  ; épisode 4 : Heure H)
- 2006 : Psych : Enquêteur malgré lui : David Wilcroft (saison 1, épisode 4 : Esprit, es-tu là ?)
- 2006 : Blade : Frederick, ex-mari de Chase (saison 1, épisode 4 : Mauvais sang ; épisode 5 : Démons intérieurs)
- 2007 : Urgences : Derek Marchak (saison 13, épisode 18 : Photos souvenirs)
- 2007 : Les Experts : Miami : Rod Vickers (saison 5, épisode 20 : Clap de fin)
- 2007 : Blood Ties : Paul "Dirty" Deeds (saison 1, épisode 13 : D.O.A.)
- 2007 : Flash Gordon : Barin (saison 1, épisode 8 : Alliances ; épisode 9 : Révélations ; épisode 10 : Le Duel ; épisode 12 : Alertes aux failles ; épisode 15 : La prophétie)
- 2008 : The Guard : Police maritime : Miro DaSilva (saison 1)
- 2009 : Cra$h & Burn : Pavel Korkov (saison 1)
- 2009 : Supernatural : Dr. Sexy (saison 5, épisode 8 : De l'autre côté de l'écran)
- 2010 : NCIS : Los Angeles : Ruman Marinov (saison 1, épisode 23 : Mis sur la touche)
- 2010 : Big Love : Goran (saison 4)
- 2010 : Smallville : Vordigan (saison 9, épisode 10 : Le mentor)
- 2013 : Republic of Doyle : Inspecteur Craig Smallwood
- 2014 : Le cœur a ses raisons : Charles Spurlock (saison 1)
- 2016-en cours : La Boutique des secrets de Peter DeLuise : Jason
- 2020 : Supernatural : Le Pasteur (saison 15, épisode 15 :  Gimme Shelter )
- 2024 : Tracker : Gideon

#### Téléfilms
- 1993 : Born to Run de Albert Magnoli : Le marié
- 1995 : She Stood Alone: The Tailhook Scandal de Larry Shaw : Boomer
- 1996 : Le Secret du lac (In the Lake of the Woods) de Carl Schenkel : Lieutenant
- 1998 : Voyage of Terror (en) de Brian Trenchard-Smith : Alex Reid
- 1999 : Heaven's Fire (en) de David Warry-Smith : Rudy
- 2000 : Alerte imminente (Quarantine) de Chuck Bowman : Joe Blake
- 2003 : Piège en forêt (Firefight) de Paul Ziller : Jonas
- 2003 : Ultimate Limit (Threshold) de  Chuck Bowman : Frank Hansen
- 2003 : Encrypt de Oscar L. Costo : Lapierre
- 2004 : Deception (en) de Richard Roy : Max
- 2005 : The Colt (en) de Yelena Lanskaya (en) : Sergent Longacre
- 2006 : Les Vœux de Noël (All She Wants for Christmas) de Ron Oliver : James Emerson
- 2006 : Safe Harbor de Mark Griffiths : Sam Wyatt
- 2007 : Battlestar Galactica: Razor de Félix Enríquez Alcalá : Colonel Jurgen Belzen
- 2010 : Final Storm de Uwe Boll : Tom Grady
- 2011 : Ghost Storm de Paul Ziller : Carl
- 2011 : To the Mat de Robert Iscove : Scottie Durkan
- 2013 : Mortelle performance (Fatal Performance) de George Erschbamer : Mark Thomas
- 2013 : Profil criminel (Profile for Murder) de Terry Ingram : Sam
- 2013 : La Femme la plus recherchée d'Amérique (She Made Them Do It) de Grant Harvey : Sean
- 2013 : Veux-tu toujours m’épouser ? (Nearlyweds) de Mark Griffiths : Mark
- 2014 : L'Étincelle de Glenwood (Garage Sale Mystery: All That Glitters) de Peter DeLuise : Jason
- 2014 : Disparitions suspectes (My Gal Sunday) de Kristoffer Tabori : Claudus Jovanet
- 2015 : Sara a disparu (Stolen Daughter) de Jason Bourque : Jack Tripping
- 2015 : Étudiante : Option escort (Sugarbabies) de Monika Mitchell : Leo Granger
- 2015 : Frisson d'amour (The Bridge) de Mike Rohl : (Wade Callens)
- 2016 : Frisson d'amour 2 (The Bridge Part 2) de Mike Rohl : (Wade Callens)
- 2016 : Etudiante en danger (Deadly Sorority) de Shawn Tolleson : Justin Miller
- 2017 : Le roman de notre amour de Lee Friedlander : Colin Kelly
- 2017 : Gentleman menteur (Seduced by a Stranger) de Scott Belyea : Martin Hale
- 2018 : Sauver une vie pour Noël (Once upon a Christmas miracle) de Gary Yates : Jack

### Jeux vidéo
- 2016 : Dead Rising 4 : Brad